# Нормальний об'єктив

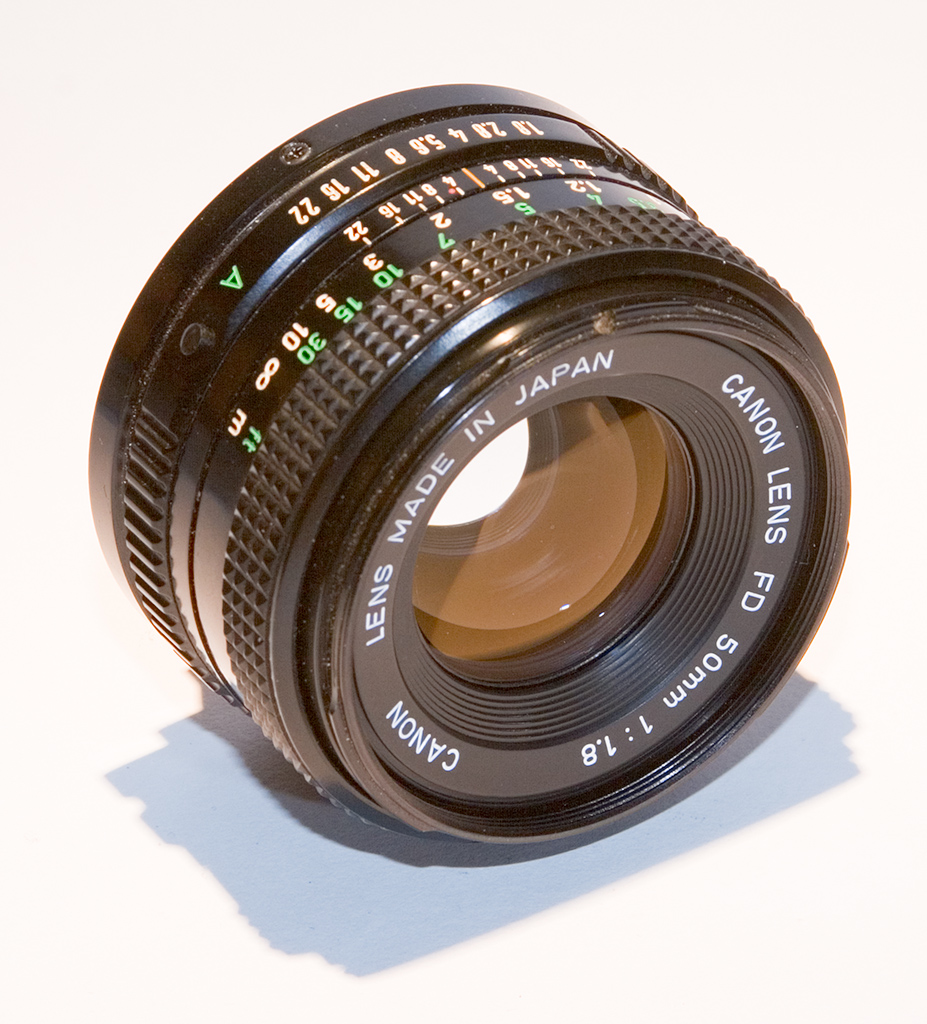
50-мм нормальний об'єктив для 35-мм фотоплівки

Нормальний об'єктив (також стандартний об'єктив) — кіно- чи фотооб'єктив, фокусна відстань якого приблизно рівна діагоналі кадру. Кут зору такого об'єктива приблизно дорівнює куту, який стягує достатньо велика світлина, споглядована на типовій відстані, рівній її діагоналі. Такий кут на діагоналі становить близько 53°.
У класичній 35-міліметровій фотографії нормальними вважають об'єктиви з фокусною відстанню 50 мм — саме таке значення обрав Оскар Барнак при проектуванні перших портативних камер Leica.